# Sarcocheilichthys biwaensis
Sarcocheilichthys biwaensis is een straalvinnige vissensoort uit de familie van de eigenlijke karpers (Cyprinidae). De wetenschappelijke naam van de soort is voor het eerst geldig gepubliceerd in 1982 door Hosoya.